# Drniš
Drniš est une ville et une municipalité située en Dalmatie, dans le Comitat de Šibenik-Knin, en Croatie. Au recensement de 2001, la municipalité comptait 8 595 habitants, dont 91,16 % de Croates et 7,63 % de Serbes et la ville seule comptait 3 332 habitants.

## Localités
La municipalité de Drniš compte 27 localités : 
| - Badanj - Biočić - Bogatić - Brištane - Drinovci - Drniš - Kadina Glavica - Kanjane - Kaočine - Karalić - Ključ (Drniš) - Kričke - Lišnjak - Miočić | - Nos Kalik - Pakovo Selo - Parčić - Pokrovnik - Radonić - Sedramić - Siverić - Širitovci - Štikovo - Tepljuh - Trbounje - Velušić - Žitnić |